# De förrymdas legion
De förrymdas legion (originaltitel: Rogues Regiment) är en amerikansk actionthriller från 1948 som regisserades av Robert Florey efter ett manus av producenten Robert Buckner.

## Handling
Dick Powell spelar en hemlig agent som tar värvning i franska främlingslegionen i Saigon, för att söka rätt på en krigsförbrytare. Marta Toren, Vincent Price och Stephen McNally gör andra viktiga roller. 

## Roller (urval)
- Dick Powell - Whit Corbett
- Marta Toren - Lili Maubert
- Vincent Price - Mark Van Ratten
- Stephen McNally - Carl Reicher
- Edgar Barrier - Överste Mauclaire
- Henry Rowland - Erich Heindorf
- Carol Thurston - Li-Ho-Kay
- James Millican - Cobb
- Richard Loo - Kao Pang
- Philip Ahn - Tran Duy Gian
- Richard Fraser - Rycroft
- Otto Reichow - Stein
- Kenny Washington - Sam Latch
- Frank Conroy - Överste Lemercier
- Martin Garralaga - Hazaret